# Adolf de Meyer

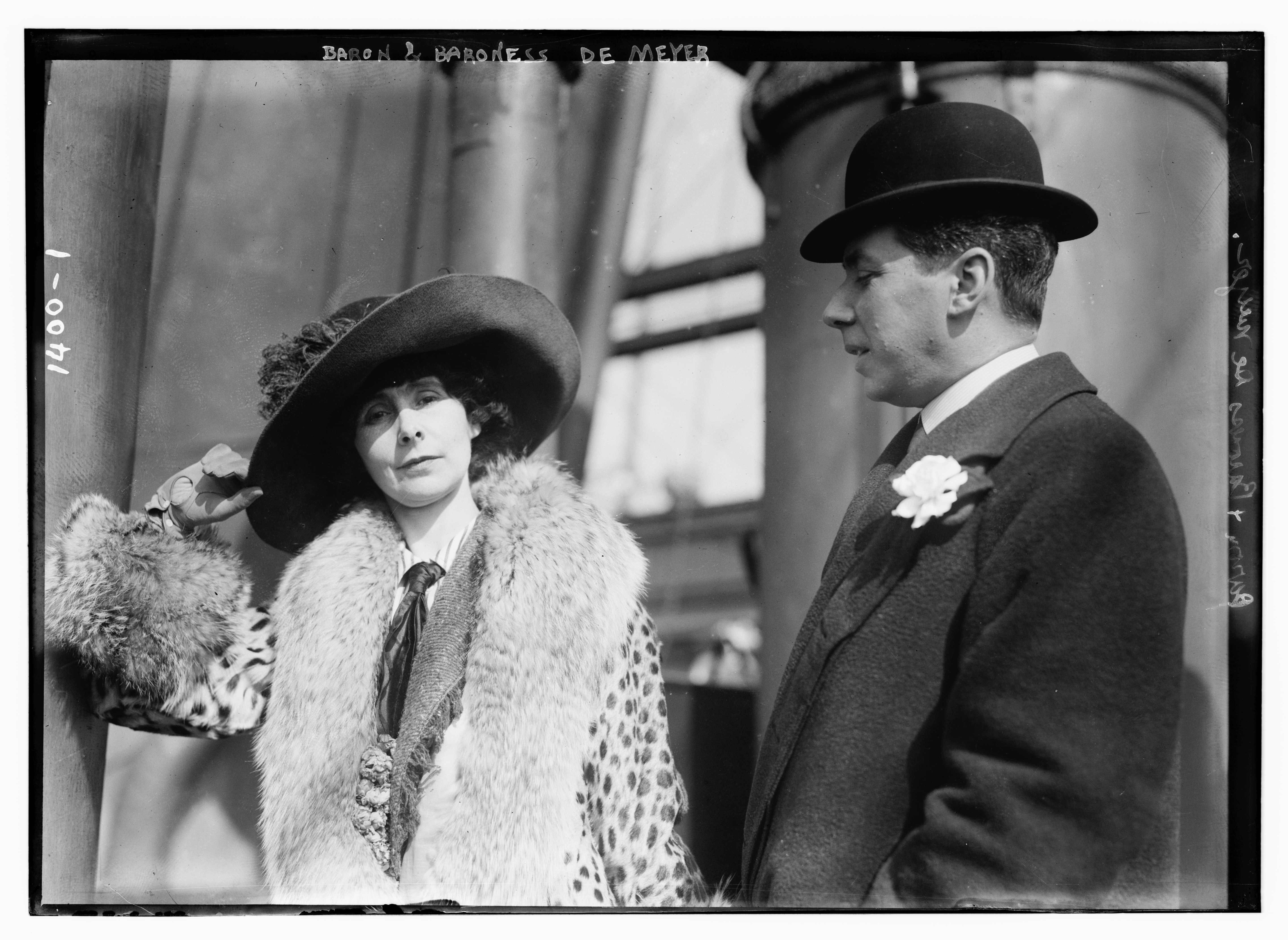
Baron en barones De Meyer, 1908

Baron Adolphe Edward Sigismund (Adolf) de Meyer (Parijs, 3 september 1868 – Los Angeles, 6 januari 1949) was een Duits-Frans fotograaf, schilder en kunstverzamelaar.

## Leven en werk
De Meyer werd in Parijs geboren als zoon van een Duits-Joodse bankier en een uit Schotland stammende moeder. Al op jonge leeftijd kreeg hij schilderlessen van onder andere Claude Monet, maar tegen 1890 verschoof zijn interesse naar de fotografie. Hij werd sterk beïnvloed door de beweging van het Picturalisme, werd in 1893 lid van de Royal Photographic Society en verhuisde in 1895 naar Londen. De Meyer specialiseerde zich vanaf de eeuwwisseling op kunstzinnige fotoportretten, publiceerde een aantal werken in Alfred Stieglitz’ fotomagazine Camera Work en schakelde rond 1910 over naar de modefotografie, op welk terrein hij veel pionierswerk verrichtte. Met name in de jaren tussen beide wereldoorlogen maakte hij talloze foto’s voor vooraanstaande modebladen. In 1912 keerde hij terug naar Parijs en was daar tot 1938 hoofd fotografie bij 'Harper’s Bazaar'. In 1913 werd hij tevens de eerste officiële modefotograaf van 'Vogue', later eveneens van 'Vanity Fair'. Ook maakte hij fotoportretten van tal van bekende acteurs, actrices, kunstenaars en leden van de toenmalige 'upperclass', onder anderen Mary Pickford en Vaslav Nijinski. De Meyer wordt wel gezien als een der eerste glamourfotografen.
In 1938 emigreerde De Meyer naar de Verenigde Staten. Tijdens de Tweede Wereldoorlog werd veel van zijn werk vernietigd. Ook zijn enorme kunstverzameling raakte hij grotendeels kwijt.

### Huwelijk
In 1900 trad De Meyer in het huwelijk met de gescheiden miljonairsvrouw Olga di Brancaccio (1871−1930), een adellijke Italiaanse dame en volgens de geruchten de natuurlijke dochter van Eduard II, Prins van Wales en later koning van het Verenigd Koninkrijk. Door zijn huwelijk kreeg De Meyer toegang tot de hoogste kringen en werd hij tot baron verheven. Vanwege De Meyers homoseksualiteit bleef zijn huwelijk met Olga altijd „van-bed-gescheiden“. Zijn vrouw kwam veelvuldig in het nieuws vanwege haar (biseksuele) affaires. Na haar dood ging De Meyer een relatie aan met zijn 45 jaar jongere chauffeur, die hij adopteerde als zijn zoon.

## Galerij

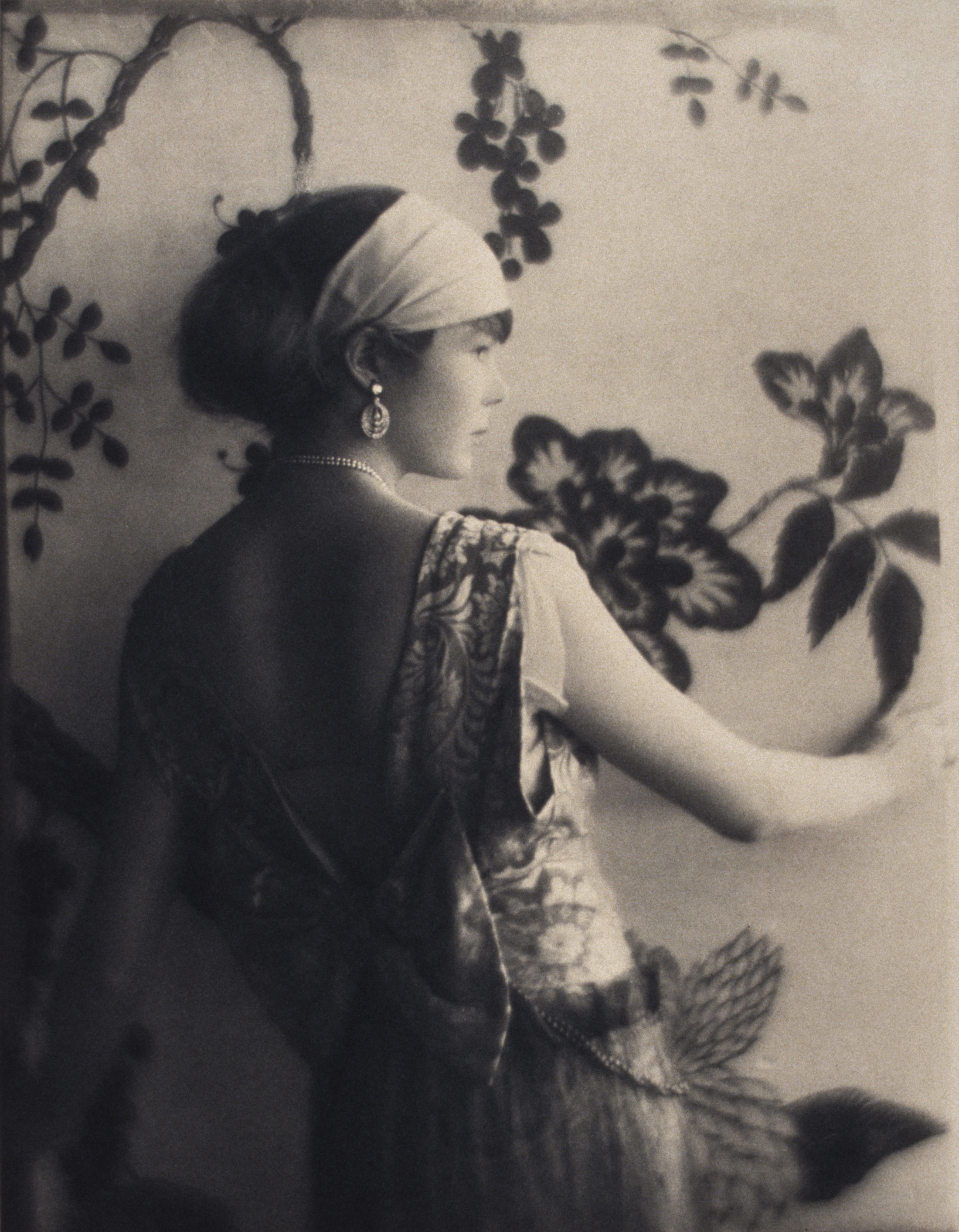
Portrait of a woman, jaren twintig
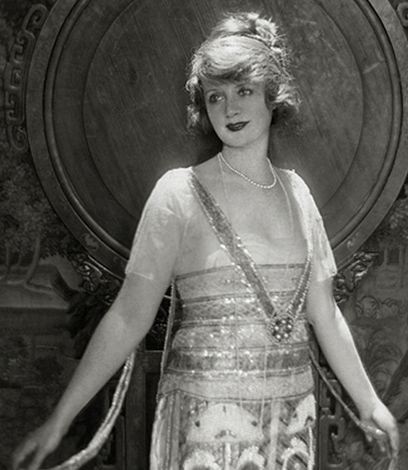
Billie Burke, Vanity Fair, 1920
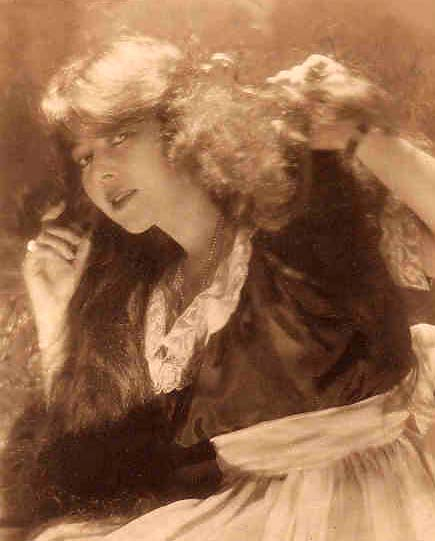
Ann Pennington, begin 20e eeuw
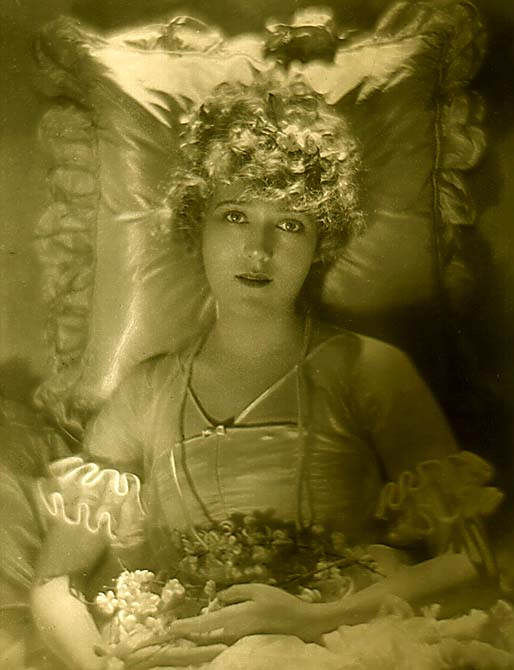
Mary Pickford, jaren twintig
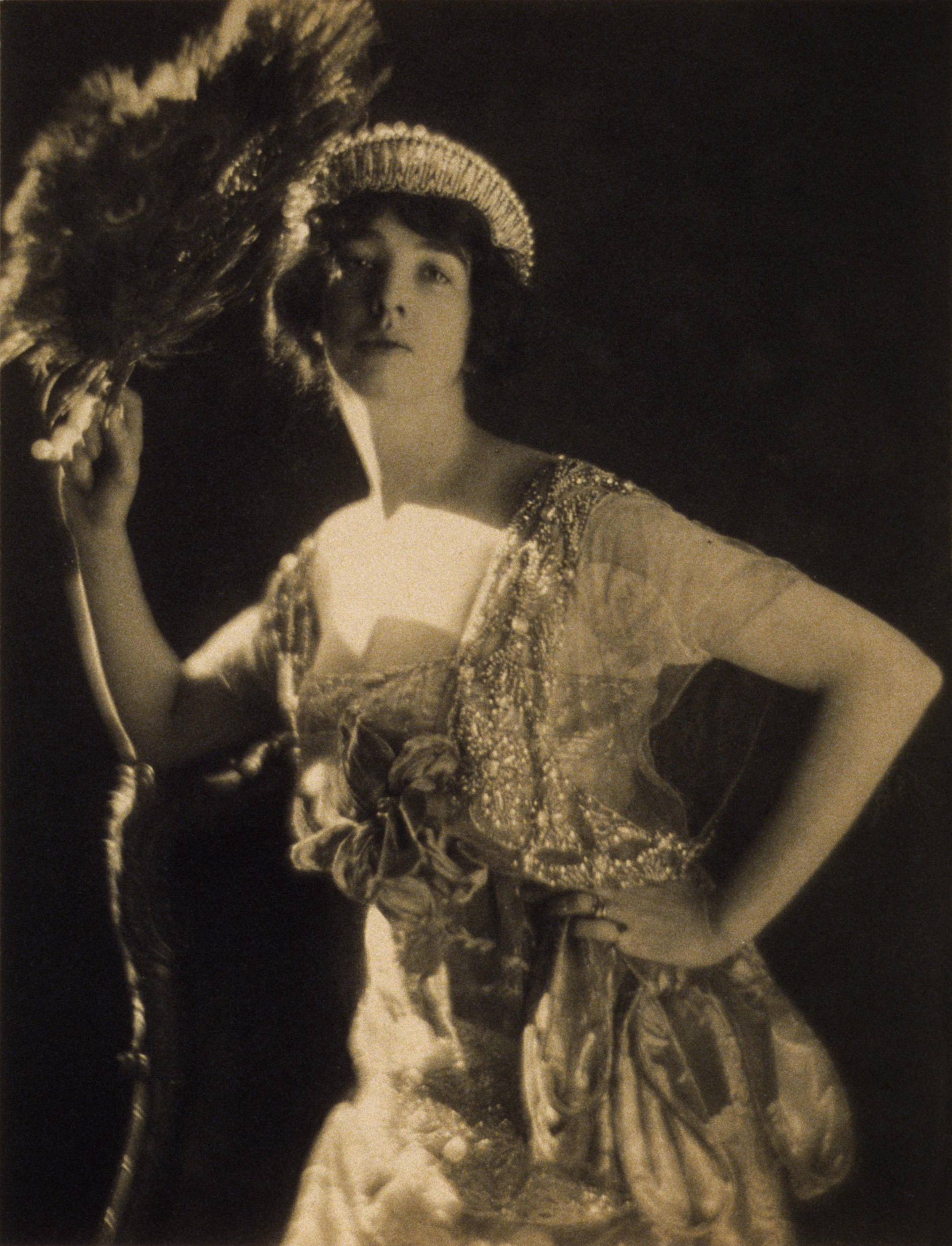
Gertrude Vanderbilt Whitney, Vogue, 1917
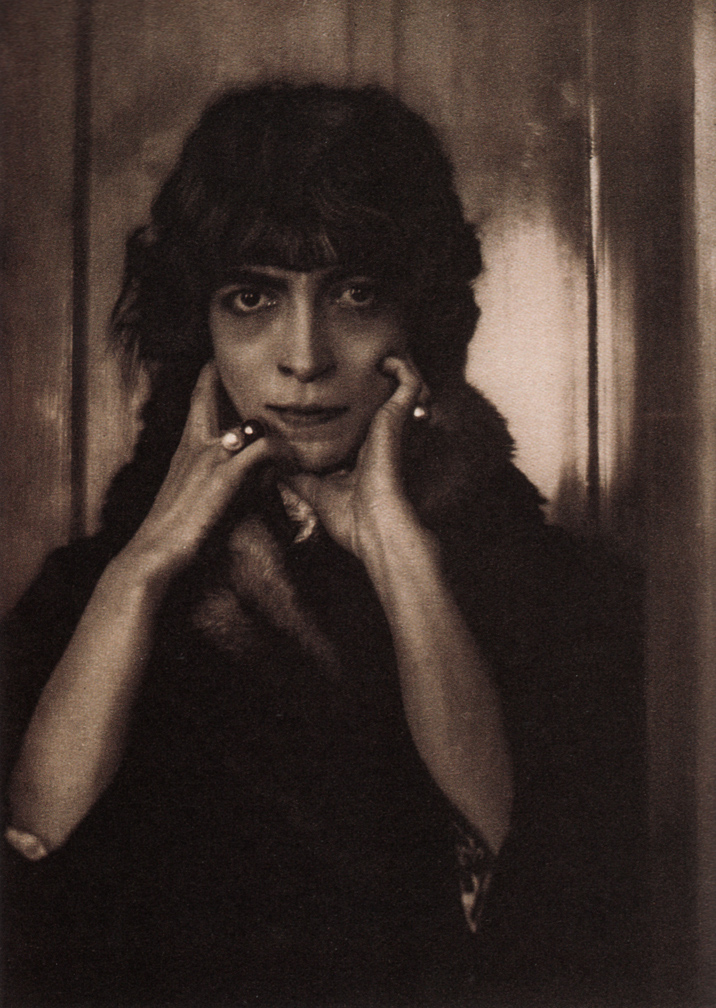
Marchessa Casati, Camera Work, 1912
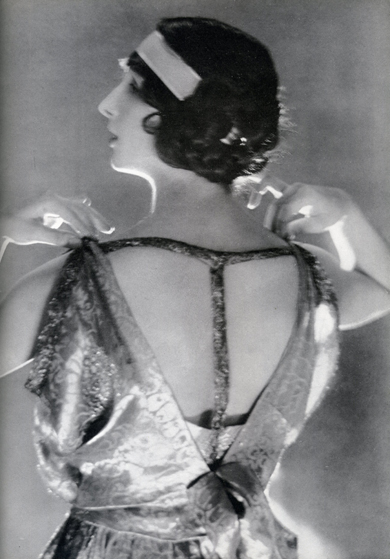
Helen Lee Worthing in Vogue, 1919
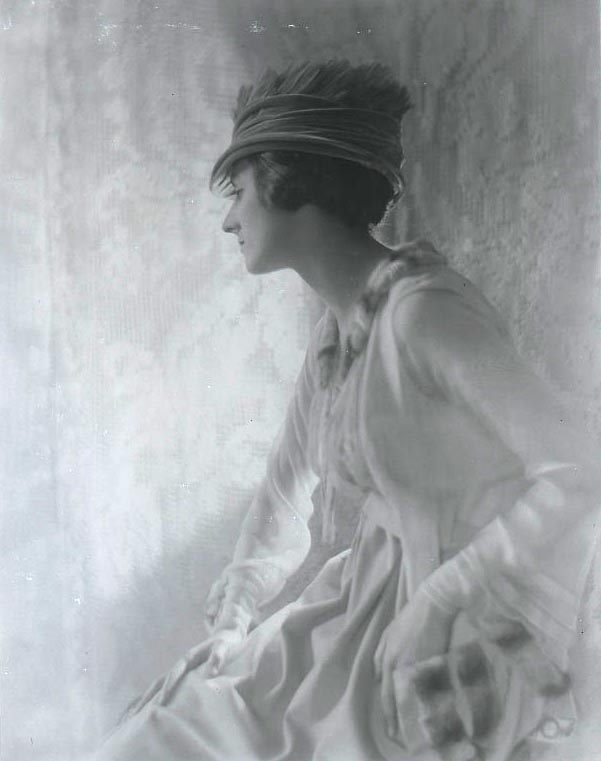
Vogue-illustratie
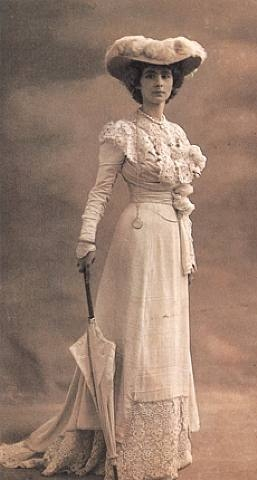
Olga de Meyer, met paraplu, 1905
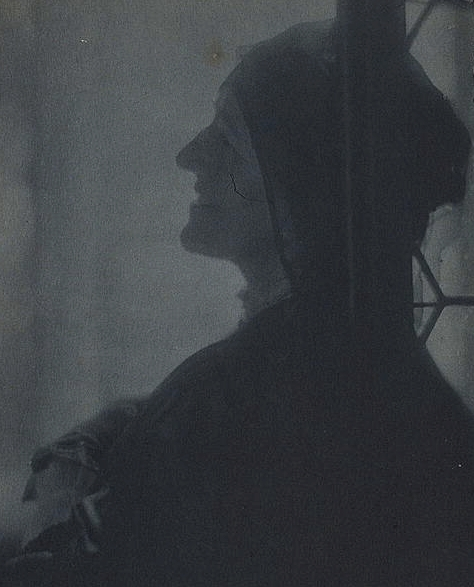
Gertrude Käsebier, Camera Work, 1905